# Mark Radford
Mark Jeffrey Radford (Tacoma, Washington, 5 de julio de 1959) es un exjugador de baloncesto estadounidense que disputó dos temporadas en la NBA. Con 1,93 metros de estatura, jugaba en la posición de escolta.

## Trayectoria deportiva

### Universidad
Jugó durante cuatro temporadas con los Beavers de la Universidad Estatal de Oregon, en las que promedió 12,3 puntos, 3,5 asistencias y 2,5 rebotes por partido. En su última temporada fue incluido en el mejor quinteto de la Pacific-10 Conference.

### Profesional
Fue elegido en la quincuagésimo tercera posición del Draft de la NBA de 1981 por Seattle SuperSonics, con los que jugó dos temporadas, actuando siempre como suplente. La más destacada fue la segunda, en la que promedió 3,7 puntos y 1,9 asistencias por partido.
En 1983 fue traspasado, junto con James Donaldson, Greg Kelser y dos futuras rondas del draft a los San Diego Clippers a cambio de  Tom Chambers, Al Wood y otras dos rondas, pero no llegó a debutar con el equipo.

## Estadísticas de su carrera en la NBA

### Temporada regular
| Temporada | Edad | Equipo              | Liga | P  | TIT | MIN | TC  | TCA | %TC  | 3P  | 3PA | %3P  | TL  | TLA | %TL  | R.OF. | R.DEF. | REB | ASIS | ROB | TAP | PER | FP  | PTS |
| 1981-82   | 22   | Seattle SuperSonics | NBA  | 43 | 0   | 8.6 | 1.3 | 2.3 | .540 | 0.0 | 0.1 | .667 | 0.8 | 1.6 | .507 | 0.3   | 0.4    | 0.7 | 1.3  | 0.4 | 0.0 | 1.0 | 1.5 | 3.4 |
| 1982-83   | 23   | Seattle SuperSonics | NBA  | 54 | 2   | 8.1 | 1.6 | 3.2 | .488 | 0.1 | 0.3 | .222 | 0.6 | 1.4 | .411 | 0.2   | 0.6    | 0.9 | 1.9  | 0.6 | 0.1 | 1.4 | 1.4 | 3.7 |
| Total     |      |                     | NBA  | 97 | 2   | 8.3 | 1.4 | 2.8 | .507 | 0.1 | 0.2 | .286 | 0.7 | 1.5 | .458 | 0.3   | 0.5    | 0.8 | 1.7  | 0.5 | 0.1 | 1.2 | 1.5 | 3.6 |